# Juillet 1941
Cette page présente les faits marquants du mois de juillet 1941.
Les événements concernant la Seconde Guerre mondiale sont détaillés dans l'article Juillet 1941 (guerre mondiale).

## Événements
- Début de la déportation systématique des Juifs aux Pays-Bas (fin en septembre 1943). 100 000 Juifs néerlandais (sur 140 000) disparaîtront dans les camps de la mort.
- Mussolini envoie 60 000 Italiens sur le front russe sous le commandement du général Messe, qui seront décimés par l’armée rouge et par le froid.

- 1er juillet : 
  - entrée en vigueur de la loi canadienne de l'Assurance-chômage ;
  - création du Special Air Service (SAS) par David Stirling

- 2 juillet : les Allemands s’emparent de Riga.

- 3 juillet : Joseph Staline annonce qu’il va mener une politique de la terre brûlée contre l’invasion allemande.

- 4 juillet : destruction de la grande synagogue chorale de Riga lors de l'incendie des synagogues de Riga

- 5 juillet :
  - le gouvernement britannique écarte toute possibilité de négociation de paix;
  - conflit armé entre l'Équateur et le Pérou jusqu'en 1942.

- 7 juillet :
  - L'Islande est occupée par les États-Unis;
  - création de la LVF, la Légion des volontaires français contre le bolchevisme, patronnée par Marcel Déat et Jacques Doriot, transfuges de la gauche socialiste et communiste, Eugène Deloncle, cofondateur du RNP avec M. Déat, et Pierre Costantini, chef de la Ligue française d’épuration, d’entraide sociale et de collaboration européenne.
  - Premier numéro de Libération Sud.
  - Résistance des Tchetniks (royalistes serbes) sous la direction du général Draža Mihailović. Les partisans lancent leur première attaque contre les Allemands.

- 8 juillet :
  - la Yougoslavie est dissoute par l'Axe.
  - Première utilisation opérationnelle des bombardiers B-17, lors d'une attaque de la RAF sur Wilhelmshaven.

- 9 juillet : le groupe d'armées Centre de Fedor von Bock et Heinz Guderian prennent Minsk et capture 600 000 soldats et 7 000 canons russes.

- 10 juillet :
  - début des batailles de Leningrad et Smolensk.
  - Massacre de Jedwabne.

- 11 juillet : début de l'opération défensive de Kiev (Киевская оборонительная операция).

- 12 juillet : le Royaume-Uni et l'URSS signent un accord de défense mutuelle, promettant de ne pas signer d'accord de paix séparée avec l'Allemagne.

- 14 juillet : un armistice est signé à Saint-Jean-d'Acre entre les Britanniques et le régime de Vichy. Il prévoit l’occupation de la Syrie par les Britanniques et les Forces françaises libres, le rapatriement des prisonniers français et la livraison de la flotte aérienne française aux Britanniques. De Gaulle est écarté des négociations.

- 15 - 22 juillet : semaine coloniale en France et en Afrique du Nord.

- 16 juillet : après six jours de combats, Smolensk tombe aux mains des Allemands.

- 17 juillet : Recensement des activités professionnelles en « zone libre » de la France.

- 18 juillet :
  - France : Pierre Pucheu devient ministre de l'Intérieur.
  - Les troupes roumaines réoccupent la Bessarabie et la Bucovine.

- 20 juillet : Himmler ordonne de déporter les populations de la région polonaise de Zamość et de les remplacer par des Allemands. Odilo Globocnik, supervisera l'opération Zamość sur place jusque fin 1943.

- 21 juillet :
  - Premier raid de la Luftwaffe contre Moscou.
  - Le camp de concentration de Majdanek, près de Lublin, devient opérationnel.

- 24 juillet : déclaration d'allégeance au régime des cardinaux et évêques de France.

- 25 juillet :
  - signature des Accords De Gaulle-Lyttleton concernant le Moyen-Orient;
  - combat de Jambeli entre l'Équateur et le Pérou.

- 26 juillet : embargo américain contre le Japon.

- 27 juillet : prise de Puerto Bolívar par les parachutistes péruviens.

- 28 juillet : Saïgon est occupée par le Japon.

- 29 juillet : signature d'accords de défense sur l'Indochine entre Vichy et le Japon.

- 30 juillet : accord Sikorski-Maïski. Après l’attaque allemande contre l’Union soviétique, un accord militaire entre le gouvernement polonais en exil et Staline aboutit à la formation d’une nouvelle armée polonaise recrutée parmi les prisonniers de guerre des Soviétiques.

## Naissances
- 1er juillet : Myron Scholes, économiste.
- 2 juillet : Albina du Boisrouvray, journaliste, productrice, action humanitaire.
- 5 juillet : Barbara Frischmuth, écrivain et poétesse autrichienne († 30 mars 2025).
- 7 juillet : John Fru Ndi, Homme politique Camerounais († 12 juin 2023).
- 10 juillet : Alain Krivine, homme politique français d'extrême gauche († 12 mars 2022).
- 11 juillet : Jean-Pierre Olivier de Sardan, anthropologue français.
- 13 juillet : Jacques Perrin, acteur, producteur, réalisateur et scénariste français († 21 avril 2022).
- 14 juillet :
  - Wilfried Geeroms, athlète belge († 4 mai 1999).
  - Ali Akbar Heidari, lutteur iranien.
  - Maulana Karenga (Ronald Everett, dit), écrivain et militant politique américain.
  - Andreas Khol, avocat et homme politique germano-autrichien.
- 17 juillet : Jean-Claude Bourret, journaliste-(écrivain) français.
- 18 juillet : Frank Farian, producteur musical et auteur-compositeur-interprète allemand († 23 janvier 2024).
- 19 juillet : Charles Villeneuve, journaliste français.
- 20 juillet : 
  - Vladimir Liakhov, spationaute ukrainien.
  - Michael Stolleis, juriste et historien du droit allemand († 18 mars 2021).
- 23 juillet : 
  - Sergio Mattarella, homme d'État italien.
  - Pierre Agostini, physicien français.
- 25 juillet : Emmett Louis Till, adolescent dont le meurtre fut l'un des principaux événements à l'origine de la création du mouvement afro-américain des droits civiques.
- 28 juillet : Riccardo Muti, chef d'orchestre italien.
- 30 juillet : Paul Anka, chanteur canadien.

## Décès
- 11 juillet : sir Arthur John Evans, archéologue britannique.
- 24 juillet : Afife Jale, première actrice de théâtre musulmane en Turquie (° 1902).
- 26 juillet : Marx Dormoy, homme politique français (° 1er août 1888).